# Allotrichoma atrilabre
Allotrichoma atrilabre är en tvåvingeart som beskrevs av Cresson 1926. Allotrichoma atrilabre ingår i släktet Allotrichoma och familjen vattenflugor. Inga underarter finns listade i Catalogue of Life.